# Jean-Baptiste-François Enjubault-Bouessay
Jean-Baptiste-François Enjubault-Bouessay est un militaire français et chevalier de l'ordre de Saint-Louis mort en 1826 à Laval.

## Biographie

### Origine
Issu d'une famille notable de la région de Laval, il était le fils puîné de René Enjubault de la Roche. Plusieurs membres de sa famille participèrent à la Révolution française. 
- René Enjubault[2], avocat en parlement, époux de Louise Gaudin
  - Jacques Enjubault, sieur de la Bizollière, fils aîné, fut échevin de Laval en 1722, et eut sa sépulture aux Cordeliers de Laval en 1728, deux ans avant Charlotte Duchemin, sa femme. Ses dix enfants renoncèrent à sa succession[1].
  - Pierre Enjubault de la Roche, frère du précédent, prit le premier le titre de sieur de la Roche, aussi connu depuis que le nom patronymique. Il épousa en 1704, à Ballée, Madeleine-Marquise Berthelot, fille de Michel Berthelot et de Renée Lemotheux, fut avocat, et fonda en mourant, en la Trinité de Laval, la messe des avocats[1].
    - Pierre-René Enjubault, établi à Château-Gontier par suite de son mariage avec Catherine Mocquereau, fut avocat et Maire de Château-Gontier, 1747
      - Catherine-Françoise Enjubault, épouse de son cousin germain René Enjubault de la Roche

    - René Enjubault de la Roche, sieur de la Roche, marié en 1736 avec Marie-Tugale Le Clerc, fille de François Le Clerc, procureur du roi, et d'Anne Frin, plaida sa première cause à Laval le 3 septembre 1735, acquit la charge de juge criminel au siège ordinaire du Comté de Laval le 25 avril 1750, et exerça aussi les fonctions de lieutenant des eaux et forêts et d'auditeur à la chambre des comptes jusqu'à sa mort, arrivée le 4 août 1773[1].
      - René Enjubault de la Roche (1737-1794), Député aux États généraux de 1789, exécuté en 1794.
        - René-Pierre Enjubault de la Roche (1764-1794), exécuté en 1794.
        - Pierre, engagé en 1792, fut tué à la Bataille de Neerwinden le 18 mars 1793.

      - Jean-Baptiste-François Enjubault-Bouessay.
      - Madeleine-Bernardine Enjubault, épouse de Jean-Pierre Sourdille de la Valette
        - Pierre-Jean Sourdille de la Valette
          - Charles-Guillaume Sourdille de La Valette

### Biographie
Il est l'époux de Marie-Madeleine-Louise-Jacquine Poulain de Brustel. Il est pendant la Révolution Française, major général de la Garde nationale de Laval.
Il fut député à la Fête de la Fédération à Paris, le 14 juillet 1790. Colonel général l'année suivante et électeur pour l'Assemblée nationale législative, capitaine de la Gendarmerie nationale le 22 avril 1792.
La famille Enjubault gouverne Laval.
«  « Le père est président du tribunal, écrivent ses ennemis à François Chabot ; son fils est procureur syndic du département ; le frère du premier et l'oncle du deuxième est à la tête de la gendarmerie ; le cousin Sourdille, dit La Valette, est procureur syndic du district et chargé de ce qui regarde les émigrés. Ces quatre hommes font la pluie et le beau temps dans ce pays ». »
A la tête de toutes les administrations, les Enjubault entraînèrent au mouvement fédéraliste dont l'échec amena leur perte.
Après la disparition de Moulé de la Raytrie, il partit le 1er mai 1793 à la tête de ses hommes pour l'Armée de l'Ouest et y servit jusqu'au 25 août 1793.. Il était à l'armée sous les ordres du général Jean-Baptiste-Camille de Canclaux quand les autorités constituées de Laval se prononcèrent pour le fédéralisme. François-Joachim Esnue-Lavallée le fit arrêter comme frère de René Enjubault de la Roche au mois d'octobre 1793. On perquisitionna chez lui le jour même où arrivaient les Vendéens à Laval. Il se trouva du nombre des prisonniers lors de l'Évacuation de Laval qu'on déversa sur Alençon et que Jacques Garnier dit Garnier de Saintes refusa de livrer plus tard au Comité révolutionnaire de Laval. 
Le 13 novembre 1794, un ordre de Jean-François Boursault-Malherbe les rendait à la liberté. Enjubault-Bouessay en profita pour venger la mémoire de son frère René Enjubault de la Roche dans un long factum qu'il remit à François Midy, accusateur public, au procès des terroristes lavallois. 
Il signa la Dénonciation contre le représentant du peuple Esnue-Lavallée et ses complices, faite à la barre de la Convention nationale par les citoyens de Laval (20 p. in-8°), qui fut lue à la séance du 5 floréal an III (24 avril 1795). L'amnistie du 4 brumaire an IV, devait mettre fin aux poursuites et rendre la liberté à tous les accusés.
Lui-même, le 5 août 1795, lisait à la tribune de la Convention nationalen une lettre de remerciements des habitants de Laval à l'Assemblée, et demandait qu'elle mît le comble à ses bienfaits « en purgeant leur sol des partisans du royalisme et des brigands qui le désolent ».
Il est mort à Laval, chevalier de l'Ordre de Saint-Louis, en 1826.